# Hans Granfelt
Hans Olof Clemens Granfelt (né le 26 octobre 1897 à Stockholm et mort le 5 septembre 1963 à Danderyd) est un épéiste suédois ainsi qu'un athlète.
Il participe au concours de lancer du disque aux Jeux olympiques d'été de 1920, dont il est le porte-drapeau de la délégation suédoise, et obtient une médaille d'argent à l'épée par équipes aux Jeux olympiques d'été de 1936.
Il est le frère des gymnastes Erik et Nils Granfelt et l'oncle de l'escrimeur Nils Rydström.

## Palmarès
- Jeux olympiques d'été
  -  Médaille d'argent à l'épée par équipe en 1936
- Championnats du monde
  -  Médaille de bronze à l'épée par équipe en 1937
- Championnats internationaux
  -  Médaille de bronze à l'épée par équipe en 1931